# قسم عشر ستاق الريفي (مقاطعة بهشهر)
قسم عشر ستاق الريفي (بالفارسية: دهستان عشرستاق) هي منطقة ريفية تقع في إيران في مازندران. يقدر عدد سكانها بـ 7,284 نسمة .